# Adrien Niyonshuti
Adrien Niyonshuti (Rwamagana, Província de l'Est, 2 de febrer de 1987) és un ciclista ruandès professional des del 2009 i actualment a l'equip Team Dimension Data. Del seu palmarès destaca el Tour de Ruanda de 2008 i diferents campionats nacionals en ruta.

## Palmarès
- 2008
  - 1r al Tour de Ruanda i vencedor de 3 etapes
- 2010
  -  Campió de Ruanda en ruta
- 2011
  -  Campió de Ruanda en ruta
- 2012
  -  Campió de Ruanda en ruta
- 2016
  -  Campió de Ruanda en contrarellotge
- 2017
  -  Campió de Ruanda en contrarellotge